# Andra Day
Cassandra Monique Batie (født 30. december 1984) kendt professionelt som Andra Day, er en amerikansk sanger, sangskriver og skuespillerinde. Hun udgav sit debutalbum Cheers to the fall i 2015.
Ved Grammy Awards 2016 blev albummet nomineret til en Grammy Award for Best R&B Album, og singlen "Rise Up" blev nomineret til en Grammy Award for Best R&B Performance.
For at promovere "Rise Up" sang hun sangen i The View. Denne optræden gav hende en nominering til en Daytime Emmy Award.
Day optrådte også sammen med Stevie Wonder, der delvist er krediteret for hendes opdagelse, i en reklame for Apple TV i slutningen af 2015.
I 2021 portrætterede hun Billie Holiday i biografien The United States vs. Billie Holiday og vandt en Golden Globe for bedste skuespillerinde - drama og blev nomineret til en Oscar for bedste kvindelige hovedrolle.